# Chalcomitra
Chalcomitra är ett fågelsläkte i familjen solfåglar inom ordningen tättingar. Släktet omfattar sju arter som förekommer i Afrika söder om Sahara:
- Beigebröstad solfågel (C. adelberti)
- Karmelitsolfågel (C. fuliginosa)
- Grönstrupig solfågel (C. rubescens)
- Ametistsolfågel (C. amethystina)
- Scharlakansbröstad solfågel (C. senegalensis)
- Rubinbröstad solfågel (C. hunteri)
- Sokotrasolfågel (C. balfouri)